# 佐世保市立庵浦小学校
佐世保市立庵浦小学校（させぼしりつ いおのうらしょうがっこう）は、長崎県佐世保市庵浦町にある公立小学校。
2017年（平成29年）3月末をもって閉校し、佐世保市立俵浦小学校とともに佐世保市立船越小学校に統合された。

## 概要
歴史
1878年（明治11年）に佐世保小学校（現佐世保市立清水小学校・佐世保市立祇園小学校のルーツ）の庵浦分校として創立。1886年（明治19年）に独立。現校名となったのは学制改革が行われた1947年（昭和22年）。2013年（平成25年）に創立135周年を迎えた。
校区
住所表記で佐世保市の後に「庵浦町」が続く地域。中学校区は佐世保市立愛宕中学校。
校章
海の波と稲穂を図案化し組み合わせたものを背景にして中央に校名の「庵」の文字を置いている。
校歌
創立85周年を記念して1963年（昭和38年）に制定。作詞は市瀬正生、作曲は田元千之による。歌詞は2番まであり、両番に校名の「庵浦」が登場する。

## 沿革
- 1878年（明治11年）3月15日 - 「佐世保小学校庵浦分校」として創立。
- 1886年（明治19年）9月1日 - 小学校令の施行により、簡易科（修業年限3年）を設置の上「簡易庵浦小学校」に改称。
- 1889年（明治22年）4月1日 - 町村制の施行により、東彼杵郡佐世保村立の小学校となる。
- 1892年（明治25年）9月20日 - 尋常科（修業年限4年）を設置の上、「庵浦尋常小学校」に改称。
- 1902年（明治35年）4月1日 - 佐世保市の発足により、佐世保市立の小学校となる。
- 1904年（明治37年）3月 - 庵浦免の一部が野崎免として隣の北松浦郡山口村[3]に編入されたことにより、該当地区の児童が俵ヶ浦尋常小学校に転出。
- 1908年（明治41年）4月 - 小学校令の改正により、義務教育年限（尋常科の修業年限）が4年から6年に延長される。尋常科5年を新設。
- 1909年（明治42年）4月 - 尋常科6年を新設。
- 1912年（大正元年）8月 - 運動場を拡張。
- 1923年（大正12年）4月 - 児童の急増により青年館を借用して校舎とする。
- 1928年（昭和3年）9月 - 校舎を改築。
- 1941年（昭和16年）4月1日 - 国民学校令の施行により、「佐世保市庵浦国民学校」と改称。尋常科を初等科に改める。
- 1946年（昭和21年）4月1日 - 高等科を併置。
- 1947年（昭和22年）
  - 3月31日 - 高等科を廃止（新制中学校へ移行）。
  - 4月1日 - 学制改革（六・三制の実施）により「佐世保市立庵浦小学校」（現在名）となる。
- 1949年（昭和24年）5月1日 - 育友会が発足。
- 1951年（昭和26年）2月27日 - 完全給食を開始。
- 1952年（昭和27年）10月 - 新運動場が完成。
- 1963年（昭和38年）3月 - 創立85周年を記念して校歌を制定。
- 1967年（昭和42年）
  - 3月 - 鉄筋3階建ての新校舎が完成。
  - 4月 - 児童数激減のため、複式学級となる。
- 1976年（昭和51年）1月 - 体育館が完成。
- 1978年（昭和53年）3月 - 創立100周年記念式典を挙行。
- 1979年（昭和54年）12月 - 県道をはさんで運動場への陸橋が完成。
- 1987年（昭和62年）3月 - プールが完成。
- 1989年（平成元年）3月 - 新校門が完成。
- 1993年（平成5年）6月 - 楽焼窯・焼成室が完成。
- 2004年（平成16年）4月1日 - 2学期制を導入。
- 2011年（平成23年）8月 - 体育館の耐震工事が完了。
- 2012年（平成24年）5月 - 庵浦小学校・庵浦町連合運動会を開催。
- 2016年（平成28年）4月1日 - 佐世保市立野崎中学校の閉校により、中学校区が佐世保市立愛宕中学校となる。
- 2017年（平成29年）
  - 2月19日 - 閉校式を挙行。
  - 3月31日 - 佐世保市立船越小学校への統合により、閉校[1]。

## 交通アクセス
最寄りのバス停
- 西肥バス（させぼバスが担当）「庵浦小学校前」バス停

最寄りの幹線道路
- 長崎県道149号俵ヶ浦日野線

## 周辺
- 六大寺

## 参考資料
- 「佐世保市史 教育篇」（1982年（昭和57年）5月20日発行, 佐世保市 市史編さん室）